# Ernst Gorsemann

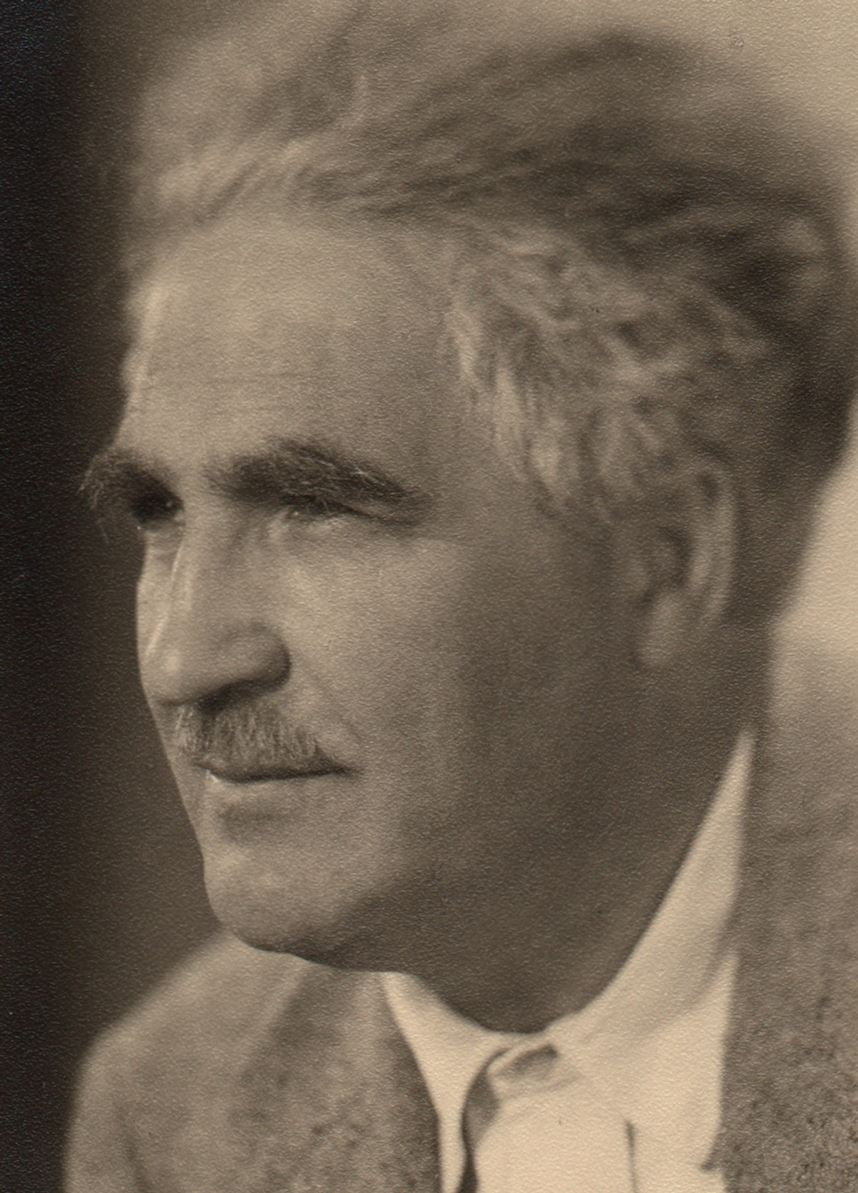
Ernst Gorsemann

 Ernst Moritz Gorsemann (* 15. Februar 1886 in Bremen; † 19. Juli 1960 in Bremen) war ein deutscher Bildhauer und Direktor der Nordischen Kunsthochschule in Bremen. Er schuf zwischen 1914 und 1960 zahlreiche Plastiken, Denkmäler, Grabsteine und Medaillen.

## Leben

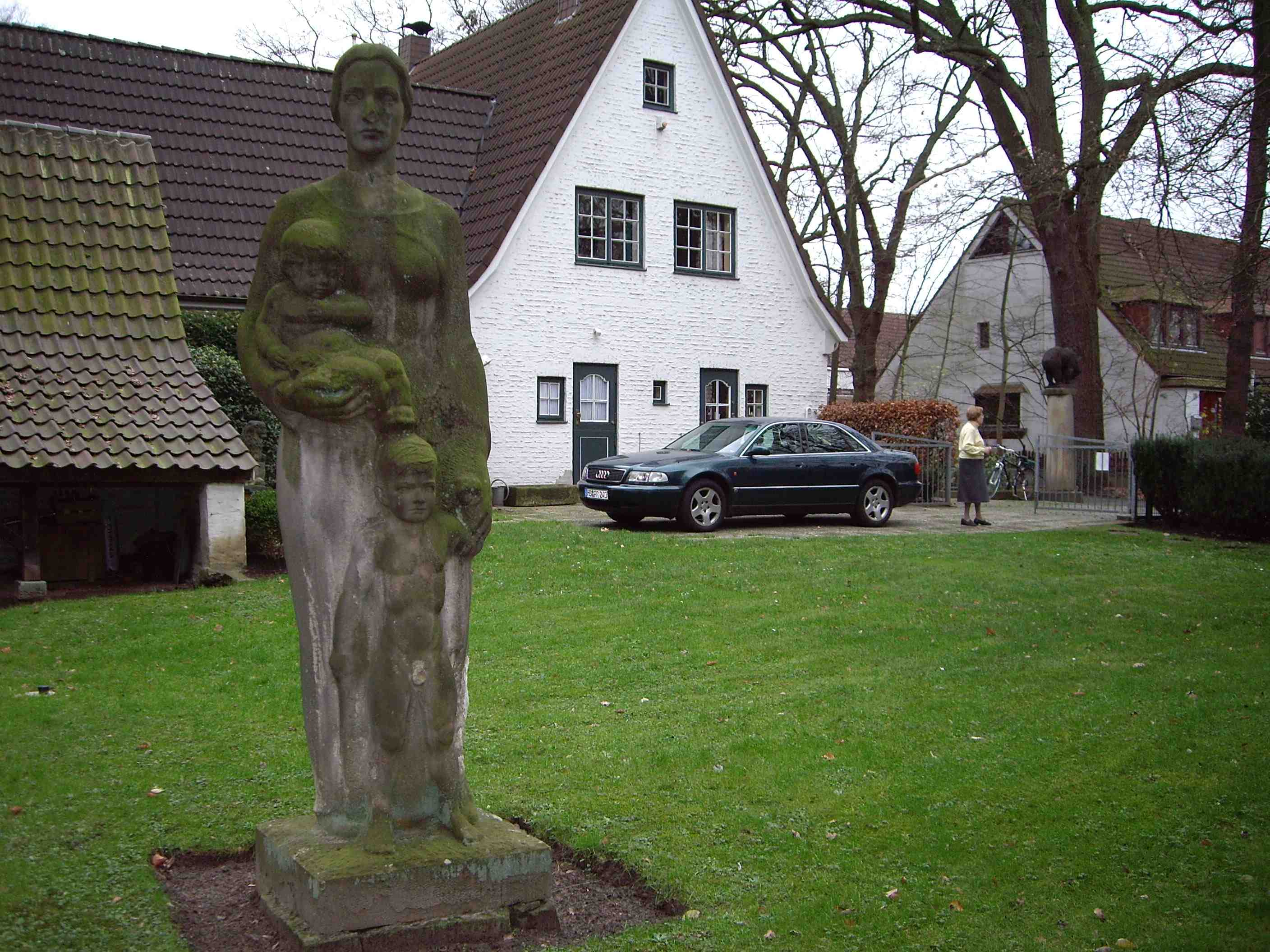
Wohnhaus von Ernst Gorsemann in Bremen-Horn mit der im Krieg beschädigten Skulptur des Denkmals Altmannshöhe

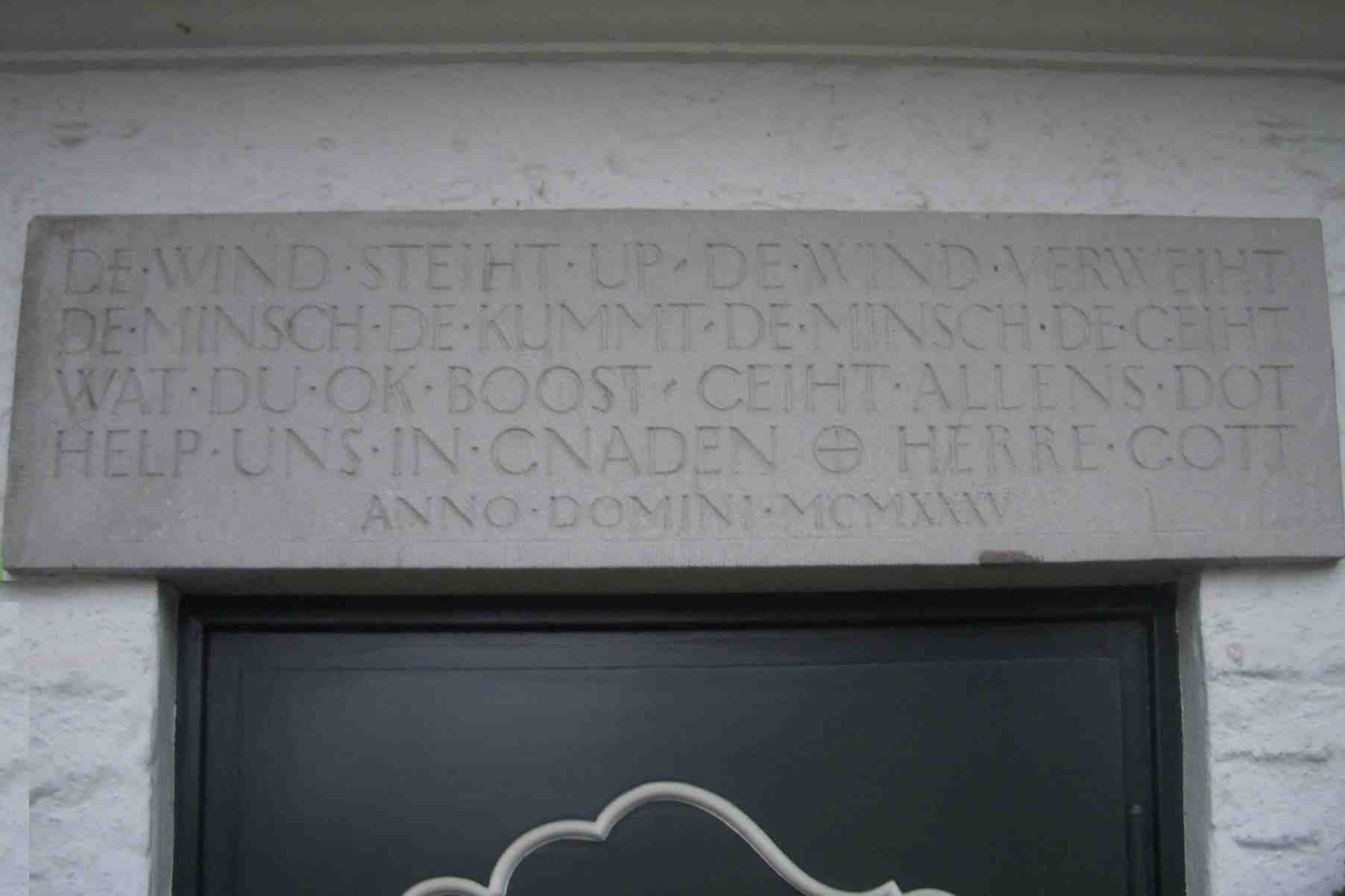
Inschrift über der Eingangstür des Wohnhauses

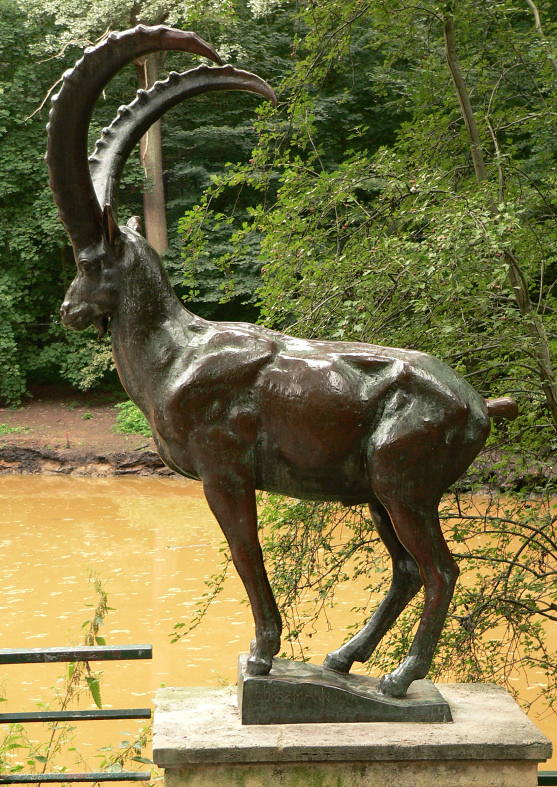
Skulptur Steinbock in der Eilenriede in Hannover

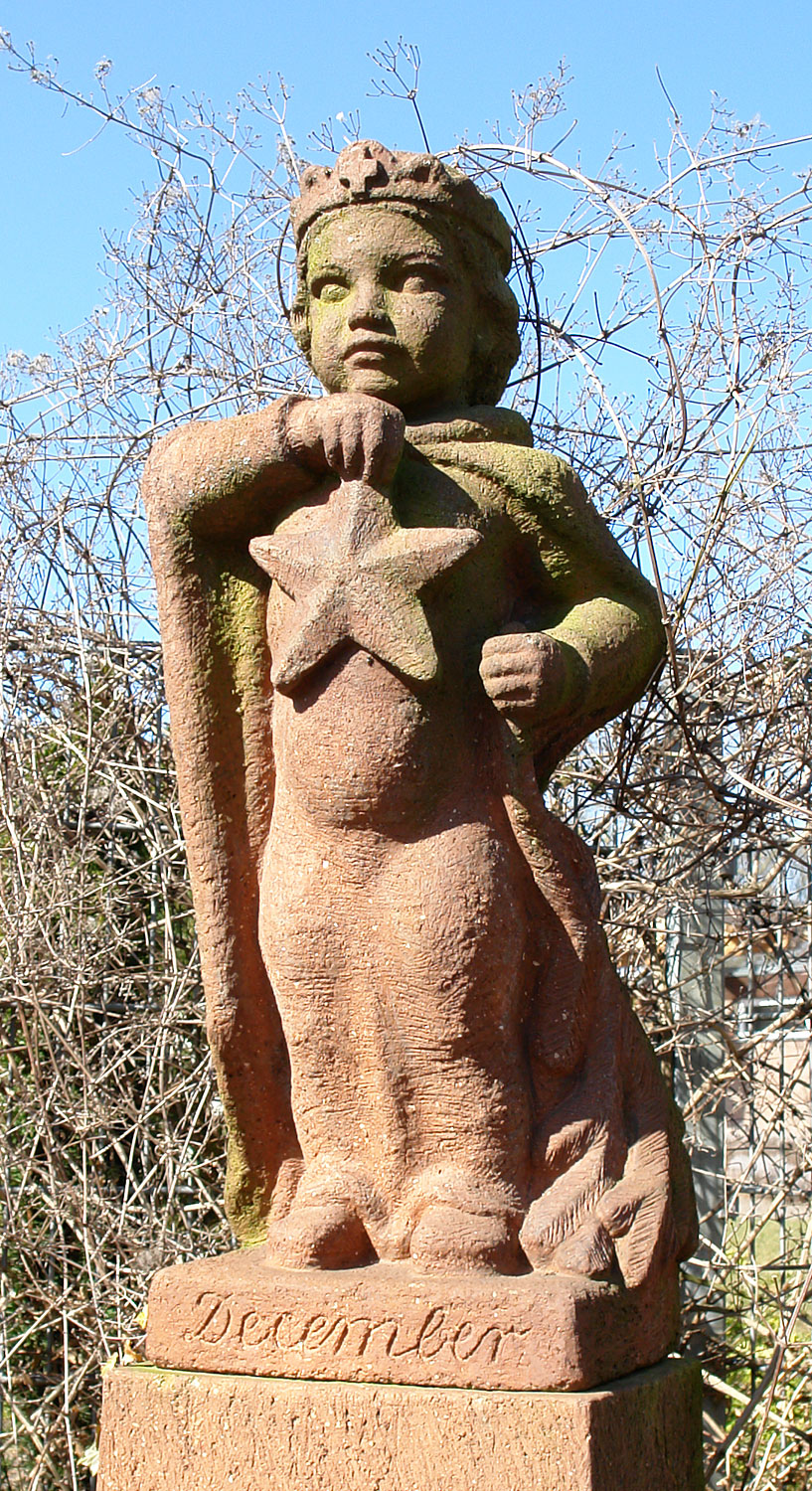
Skulptur December (Garten der Egestorff-Stiftung)

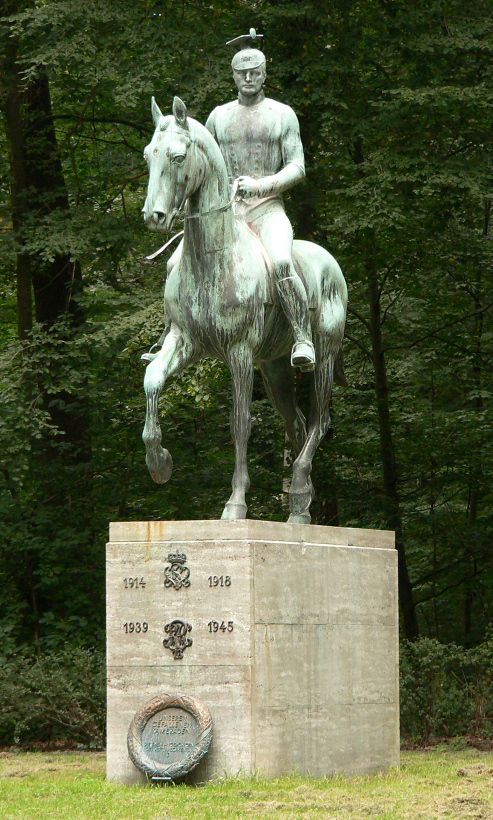
Ehrenmal der hannoverschen Königs-Ulanen in der Eilenriede in Hannover

### Kindheit, Ausbildung und Wanderzeit
Ernst Gorsemann wuchs in ärmlichen Verhältnissen im Bremer Stadtteil Walle in einer Arbeiterfamilie auf. Sein Vater Friedrich Gorsemann war Bauarbeiter und starb früh. Ernst Gorsemann musste mit Hilfstätigkeiten schon während der Schulzeit seine Mutter Anna geb. Beltner genannt Klussmann unterstützen. Mit 14 Jahren erlernte er zunächst das Maurerhandwerk, bildete sich u. a. in den arbeitslosen Wintermonaten durch den Besuch des Technikums in Bremen weiter und wurde mit 18 Jahren Bauführer. Seine ersten Arbeiten waren Bauzeichnungen für die ersten Wasserklosetts in Bremen, da die oft mittelalterlichen Aborte in Bremen in Wasserspülklosetts, aufgrund der Erfahrungen aus der Choleraepidemie von 1892 in Hamburg, umgebaut werden mussten. Seine Bauführertätigkeit wurde zu einer Lehr- und Wanderzeit. In dieser Zeit begann, durch die zunehmenden Kontakte zu Studierenden, Künstlern und Wissenschaftlern, durch das Studium von Dichtung und Philosophie, sein Engagement bei der theosophischen Gesellschaft. Er gehörte seit 1905 der theosophischen Gesellschaft an. Am 4. bis 6. August 1906 nahm er am 4. Allgemeinen theosophischen Kongress in Nürnberg als Redner teil. Dort lernte er Friedrich Jaskowski kennen und wanderte mit ihm durch das Fichtelgebirge. Jaskowski schrieb für Zeitungen und arbeitete an einem Buch. Das machte Gorsemann Mut, selbst Bücher zu verfassen. Im Januar 1907 machte er eine Vortragsreise und hielt Vorträge in Deutschland, Österreich und der Schweiz so u. a den Vortrag Der Tod und was dann als „Ingenieur E. Gorsemann“ und in Duisburg, Karlsruhe in Mannheim und in Berlin „Die Religion in Gothes Faust“, erläutert durch Zeichnungen vom „Ingenieur und Schriftsteller Ernst Gorsemann“. Er veröffentlichte Schriften wie Eine suchende Seele mit Buchschmuck vom Verfasser 1905, Das Geheimnis des Glücks – Aus dem Tagebuche eines Wanderers zusammengefaßt 1907, Wonach wir alle streben 1908 und Lebenslicht – Ein Jahrbuch zur Förderung einer höheren Lebenskunst 1914. Weitere Vorträge waren Wie und Wo erlangt man die Erkenntnis höherer Welten? in Leipzig. 1908 und 1909 reiste er weiterhin, besonders in den Wintermonaten, durch Deutschland und hielt seine Vorträge wie in Leipzig 1909 „Die Macht der Gedanken und ihre Beherrschung“. Ein Thema war auch Die Baukunst, der Ausdruck geistigen Lebens eines Volkes. Weitere Vortragsreisen in den Jahren 1909 und 1910 schlossen sich an, im September 1910 noch als „Ernst Gorsemann aus Bremen“.

### Studium, Erster Weltkrieg und Weimarer Republik
Sein Interesse galt immer mehr der Bildhauerei. Ab dem Wintersemester 1910 studierte er an der Kasseler Kunstakademie bei Louis Kolitz und Carl Hans Bernewitz. In der Kasseler Zeit konnte er eine kleine Tierplastik aus Holz als erste Bildhauerarbeit für 20 Mark verkaufen. 1912 hielt er vor der Schopenhauer-Gesellschaft in Kiel einen Vortrag als „Bildhauer Ernst Gorsemann (Kassel)“ über den Wert der Philosophie für die Kunst. 1913 besuchte Louis Tuaillon aus Berlin die Kasseler Kunstakademie und wurde auf Ernst Gorsemann aufmerksam. Er nahm ihn in seine Meisterklasse auf. Er erhielt 1914 auf Empfehlung des späteren Bremer Bürgermeisters Hermann Hildebrand ein Stipendium, das ihm das Studium dort ermöglichte. Die Schüler der Akademie hatten Freikarten für den Zoologischen Garten Berlin und konnten so die unterschiedlichsten Tiere skizzieren.
Da er keinen Dienst mit der Waffe leisten wollte, meldete er sich freiwillig bei Beginn des Ersten Weltkriegs bei einer Sanitätskolonne. Während der Sanitäter Ausbildung lernte er den Bildhauer Wilhelm Lehmbruck kennen. In ihrer Freizeit waren sie zusammen in Gorsemanns Atelier. Gorsemann wurde einem Lazarettzug zugeteilt. Nach einigen Monaten wurde er Zugführer. Wenn der Zug längere Zeit in einer Stadt stand, nutzte er die Zeit für Besuche bei Künstlern oder von Vorlesungen. Im ersten Urlaub 1915 fertigte er zum 70. Geburtstag von Paul Deussen eine Büste.
1917 wurde er vom Stab des Generalfeldmarschalls August von Mackensen abkommandiert, um Soldatenfriedhöfe zu gestalten. Einer davon war in Topraisar in der Dobrudscha in Rumänien. Durch Einquartierung bei einem katholischen Feldgeistlichen lernte er den katholischen Erzbischof von Bukarest Raymund Netzhammer kennen. Es entwickelte sich eine freundschaftliche Verbindung, die auch seine Gläubigkeit vertiefte. Von Netzhammer fertigte er auch eine Büste. 1917 war er Teilnehmer der Tagung für Kriegerehrungen in Dresden als „Bildhauer Gorsemann Berlin“. Bereits im Juni 1917 stellt er auf der Sommerausstellung der Königlichen Akademie der Künste eine Büste aus. Er kehrte an die Preußische Akademie der Künste in Berlin zurück und studiert als Meisterschüler weiter bei Tuaillon bis zu dessen Tod im Februar 1919 und dann bei Hugo Lederer bis 1922. Ab 1920 war er regelmäßig auf Ausstellungen zu finden und konnte vom Verkauf seiner Werke leben.
Am 4. August 1922 heiratete er vor dem Standesamt Berlin-Charlottenburg Lisbeth (Liesbeth) Drückhammer (* 1891 bis?). Ein Wohnhaus mit Werkstatt baute er 1923 in Berlin-Dahlem Falkenried Nr. 30, das er bis zum Umzug nach Bremen 1934 bewohnte. Um das Jahr 1928 wurde er zum Professor ernannt. 1930 machte er zusammen mit seiner Mutter Anna Marie (* 1855), die 1932 verstarb und auf dem Friedhof Bremen-Walle beigesetzt wurde, eine Kur im Radiumbad Oberschlema. Als Auftragsarbeiten erstellte er überwiegend Porträtbüsten und Grabmale, aber auch das Ulanen Ehrenmal und den Steinbock für den Stadtwald Eilenriede in Hannover.

### Nordische Kunsthochschule
Im April 1934 wurde Gorsemann als Professor für Bildhauerei an die Nordische Kunsthochschule in Bremen berufen. Er wurde durch den Direktor Fritz Mackensen bis zum Beginn des Wintersemesters beurlaubt, damit er sein Atelier und seine Aufträge abwickeln konnte. Der Unterrichtsbetrieb startete ab Oktober 1934. Ende 1934 übernahm Gorsemann an Stelle von Mackensen die Leitung der Schule, bis er im Februar 1935 von Carl Horn abgelöst wurde. In den folgenden Jahren gestaltete Gorsemann eine Reihe von Denkmälern und Plastiken. 1938/1939 war er Mitglied des Ausschusses zur Wiederherstellung des Bremer Rolands.
Nach dem Zweiten Weltkrieg wurde Gorsemann stellvertretender Direktor der Kunsthochschule, erkrankte jedoch bald darauf und war arbeitsunfähig. 1946 wurde er aus gesundheitlichen Gründen pensioniert.

### Pensionszeit
Bis zu seinem Tod arbeitete er weiter, ohne öffentliche Aufträge zu erhalten, und verfasste seine Lebenserinnerungen „Vom Morgen bis zum Mittag“. 1960 wurde Gorsemann auf dem Friedhof seiner Heimatgemeinde im Bremer Stadtteil Horn beigesetzt. Seinen Grabstein hatte er selbst geschaffen. Sein Wohnhaus mit Werkstatt an der Leher Heerstraße 127 wurde – bis zu dessen Abriss – von seiner Tochter bewohnt.

## Werk
1924 erhielt Gorsemann den ersten Preis für seinen Entwurf eines Denkmals für die Hannoverschen Königsulanen und wurde mit der Ausführung beauftragt. Die Reiterskulptur wurde 1927 in der Eilenriede in Hannover aufgestellt.
Am 6. Oktober 1933 beschloss der Bremer Senat, Gorsemann mit dem Entwurf für ein Ehrenmal zu Ehren der Gefallenen des Ersten Weltkriegs zu beauftragen. Im Dezember legte er gemeinsam mit dem Architekten Wiepking einen Entwurf vor. Auf der Altmannshöhe in den Wallanlagen sollte eine Ringmauer aus 10.000 Klinkern mit den Namen der Gefallenen errichtet und durch die Aufstellung einer Skulptur ergänzt werden. Am 13. Oktober 1935 fand die Einweihung in Anwesenheit von General von Fritsch, Bürgermeister Karl Heider und Landesbischof Heinz Weidemann statt.
Am 1. Dezember 1937 erhielt er auf der Pariser Weltausstellung für seine auf dem Dachgarten des Deutschen Hauses aufgestellte Plastik Der Wisent die goldene Medaille. Die Plastik stand anschließend in der Ausstellung Bremen – Schlüssel zur Welt und wurde am 13. August 1940 im Rhododendronpark aufgestellt.
Im Juni 1938 wurde ein von ihm für den Schöpfer des Bürgerparks, Wilhelm Benque, gestalteter Gedenkstein im Eichenhain, nahe dem Melchers-Pavillon aufgestellt.
1939 wurde ein von ihm entworfenes Reiterstandbild für die Gefallenen des Ersten Weltkriegs im Chor der Martinikirche aufgestellt. Von Gorsemann stammt auch die Grabplatte des Grabes von Erzbischof Adalbert in der Ostkrypta des Doms.
Ein unvollendetes Werk Die Familie wurde 1999 im Teerhof (Bremen) aufgestellt.

### Nähe zum Nationalsozialismus
In der Zeit der Weimarer Republik gehörte er den Freimaurern an und war bis zur Auflösung 1937 Mitglied des Rotary Clubs. Am 17. August 1932 pflanzte der Begründer des Rotary Clubs Paul Harris eine Platane als Symbol der deutsch-amerikanischen Freundschaft auf dem Sportplatz Berlin-Tempelhof. Ein Stein erinnerte an diesen Tag. Diesen Stein rettete Ernst Gorsemann vor einer Vernichtung im Dritten Reich, indem er ihn in den Garten seines Hauses in Berlin-Dahlem bringen ließ, wo er 1985 wiederentdeckt wurde. Als gläubiger Christ verfasste er Schriften mystischen und theosophischen Inhalts. 1933 versteckte er den auf der Flucht befindlichen Reichsinnenminister Carl Severing.
Gorsemanns Nähe zum Nationalsozialismus ist umstritten. Seine Heimatverbundenheit und sein idealisierender Naturalismus entsprachen dem Zeitgeist in der Zeit des Nationalsozialismus. Ab 1934 war er Mitglied der Reichskammer der bildenden Künste.  Seine Werke boten sich den Idealen der Nationalsozialisten förmlich an, und er war bereit, dieses Angebot kritiklos anzunehmen und zahlreiche Auftragsarbeiten bis hin zur Büste des Gauleiters Carl Röver anzufertigen. Andererseits schuf er auch Büsten von Personen, die dem Nationalsozialismus fern standen, wie beispielsweise Helene Lange oder Gertrud Bäumer.
Gorsemann gehörte von 1920 bis 1939 dem Verein bildender Künstler Berlin an.  Er war der einzige Nicht-Parteigenosse an der Kunsthochschule. 1938 ermittelte die Gestapo auf der Grundlage einer Anzeige von Studenten der Kunsthochschule gegen ihn und sprach einen Verweis aus. 
Nach dem Ende des NS-Staats stufte ihn die britische Militärregierung in die Gruppe der Lehrkräfte ein, deren Verbleiben im Staatsdienst erneut überprüft werden sollte. Gorsemann gab auf Anraten von Wilhelm Kaisen und Senator Christian Paulmann das Lehramt aus gesundheitlichen Gründen auf und wurde 1946 pensioniert. 1948 stufte ihn die Spruchkammer Bremen als nicht belastet ein.

## Ehrungen
- Senatsmedaille für Kunst und Wissenschaft der Freien Hansestadt Bremen
- 1968 wurde eine Straße im Bremer Stadtteil Kattenturm nach ihm benannt.

## Ausstellungen
- 1934: Berlin, „Herbst-Ausstellung“ des Vereins Berliner Künstler[35]
- 1935: Berlin, „Frühjahrs-Ausstellung“ des Vereins Berliner Künstler.[35]
- 1936: Gaukulturwoche des Gaues Weser-Ems in Oldenburg, ausgestellt: Der Wisent; der Steinbock; der Bär; der Steinbock; die Rehe; weiblicher Akt aus Mahagoni[36][37]
- 1937: Berlin: „Frühjahrs-Ausstellung“ des Vereins Berliner Künstler.[35]
- 1937: Ausstellung im Graphischen Kabinett Bremen ausgestellt: ein Christus.[38] Möglicherweise war dies das Kruzifix für die Lindenkirche (Berlin).
- 1937: Grosse Deutsche Kunstausstellung München; ausgestellt: Bär (Terrakotta).[39][40]
- 1938: Grosse Deutsche Kunstausstellung München; ausgestellt: Reh (Bronze); kleines Reh (Terrakotta).[41][42][43]
- 1938: Gaukulturwoche des Gaues Weser-Ems in Oldenburg; ausgestellt: Eugen Diederichs, Verleger; Rudolf v. Hößlin, Arzt; Reh, Studie zum Hildebrand-Brunnen; Vogelbrunnen, Speerwerfer.[44]
- 1938: Konstanz Ausstellung des Kunstvereins Konstanz Werke von Prof. Gorsemann und vielen Bodenseer Künstlern.[45]
- 1939: Berlin „Frühjahrs-Ausstellung“ des Vereins Berliner Künstler[35] Auf dieser Ausstellung erhielt der Steinbock den Preis für Plastiken.[46]
- 1939: Grosse Deutsche Kunstausstellung München; ausgestellt: Steinbock (Bronze)[47][48]
- 1940: Hamburg „Deutsche Bildhauer der Gegenwart“. Veranstalter: Kunstverein in der Kunsthalle Hamburg.[35]
- 1940: Krefeld „Deutsche Bildhauer“. Veranstalter: Kaiser-Wilhelm-Museum Krefeld im Kaiser-Wilhelm-Museum Krefeld.[35]
- 1940: Grosse Deutsche Kunstausstellung München; ausgestellt: kleines Reh (Bronze); Marabu (Bronze)[49][50][51]
- 1941: Grosse Deutsche Kunstausstellung München; ausgestellt: 7 Plaketten (Bronze); Bereitschaft; Ausschau; kleines Reh (Bronze)[52][53][54][55][56]
- 1941: Grosze Gauausstellung Weser-Ems Oldenburger Kunstverein, im Augusteum; ausgestellt: Hitlerrelief; Reh (Terrakotta); Studie / Old. (Ton); Porträt Frau (Ton); Marabu (Bronze); Porträt Hans Hartmann im Himalaya; drei Gartenvasen[57]
- 1942: Grosse Deutsche Kunstausstellung München; ausgestellt: Hans Hartmann (Terrakotta)[58][59]
- 1942: Gau Weser-Ems in Groningen; ausgestellt: die Plastiken „Ausschau und Bereitschaft“[60]
- 1944 Gauausstellung Weser Ems; ausgestellt: Büste des Gauleiters Carl Röver[61]

## Werk

### Plastiken und Denkmäler
- Ehrenmal für die im Ersten Weltkrieg gefallenen Bremer, Altmannshöhe in den Wallanlagen, Bremen, 1935, mit Skulptur Mutter und Kinder, 1936, im Krieg beschädigt und 1945 durch eine Neuanfertigung von Gorsemann ersetzt; beschädigte Statue jetzt im Garten des Wohnhauses (siehe Bild)
- „Läufer“, Bronze, Reichssportfeld in Berlin (nach Prinz Friedrich Carl von Preußen, 1917 gefallen)
- Ehrenmal für die Gefallenen der Hannoverschen Königs-Ulanen, in der Eilenriede in Hannover, 1927
- Ehrenmal für die Gefallenen der Königs-Husaren in Bonn (zerstört)
- Bronzeplastik eines Steinbocks 1929, ein Geschenk der Fritz-Behrens-Stiftung an die Stadt Hannover. Das Original wurde vermutlich im Krieg eingeschmolzen. Eine originalgetreue Kopie von 1949 steht wieder in der Eilenriede.[62]
- Betender Reiter in der Bremer Martinikirche (gebrannter Ton; zerstört)
- „Mutter“ im Bremer Dom (gebrannter Ton)
- „Ausschau“ und „Bereitschaft“, Bauplastik für Bauten der Kriegsmarine in Emden (ausgestellt 1941 auf der Großen Deutschen Kunstausstellung in München)[63]
- Adler für eine Wehrmachts-Anlage in Westfalen
- Pferdebrunnen für Dorfplätze im Osten (1. Preis in einem Wettbewerb des Reichsführers der SS)
- Entwurf eines Denkmals für den Bremer Mundartdichter Georg Droste (zerstört)
- Zyklus der Jahreszeiten und Gartenbilder der zwölf Monate im Garten der Egestorff-Stiftung
- Rehbrunnen in den Bremer Wallanlagen zu Ehren von Bürgermeisters Hermann Hildebrand (1933; Bronze und Granit)
- Grabdenkmal Götz auf dem Osterholzer Friedhof
- St. Michael (gebrannter Ton)
- Bronzeplastik eines Rehs in der Grünanlage an der Schleusenstraße in Oldenburg (1933; gestohlen 2010)
- Bronzeplastik eines Steinbocks etwa 1936; der Steinbock steht auf der Ausstellung des Oldenburger Kunstvereins in Oldenburg im Dezember 1936[64] und im Wintersemester 1937/1938 im Hof der Hochschule. Im Juli 1938 wurde der Steinbock in Konstanz am Bodensee auf der Sommerausstellung im Wessenberghaus durch den Kunstverein Konstanz gezeigt.[65][66] Auf der Großen Deutschen Kunstausstellung 1939 wurde er von Reichsfeldmarschall Hermann Göring erworben.[67][68] Der Verbleib ist unbekannt.
- Bronzeplastik Der Wisent, 2,30 m hoch, 1275 kg schwer, entstanden 1935, im August 1935 vor dem Berliner Künstlerhaus aufgestellt[69][70], am 26. Oktober 1935 in den Hof der Bremer Kunsthochschule versetzt[71], 1937 auf der Weltausstellung in Paris, seit 13. August 1940 im Rhododendronpark Bremen[72][73]
- Klinkerkeramik-Skulptur eines Bären in den Bremer Wallanlagen
- Gedenkplatte an den ersten Non-Stop-Flug über den Atlantik, jetzt in der Bremer Böttcherstraße
- Taufbrunnen in der Krypta des Bremer Doms
- Kruzifix aus gebranntem Ton in der St.-Petri-Kirche in Hamburg
- Steinskulptur Die Familie (letztes, unvollendetes Werk, 1999 am Bremer Teerhof aufgestellt)

### Büsten

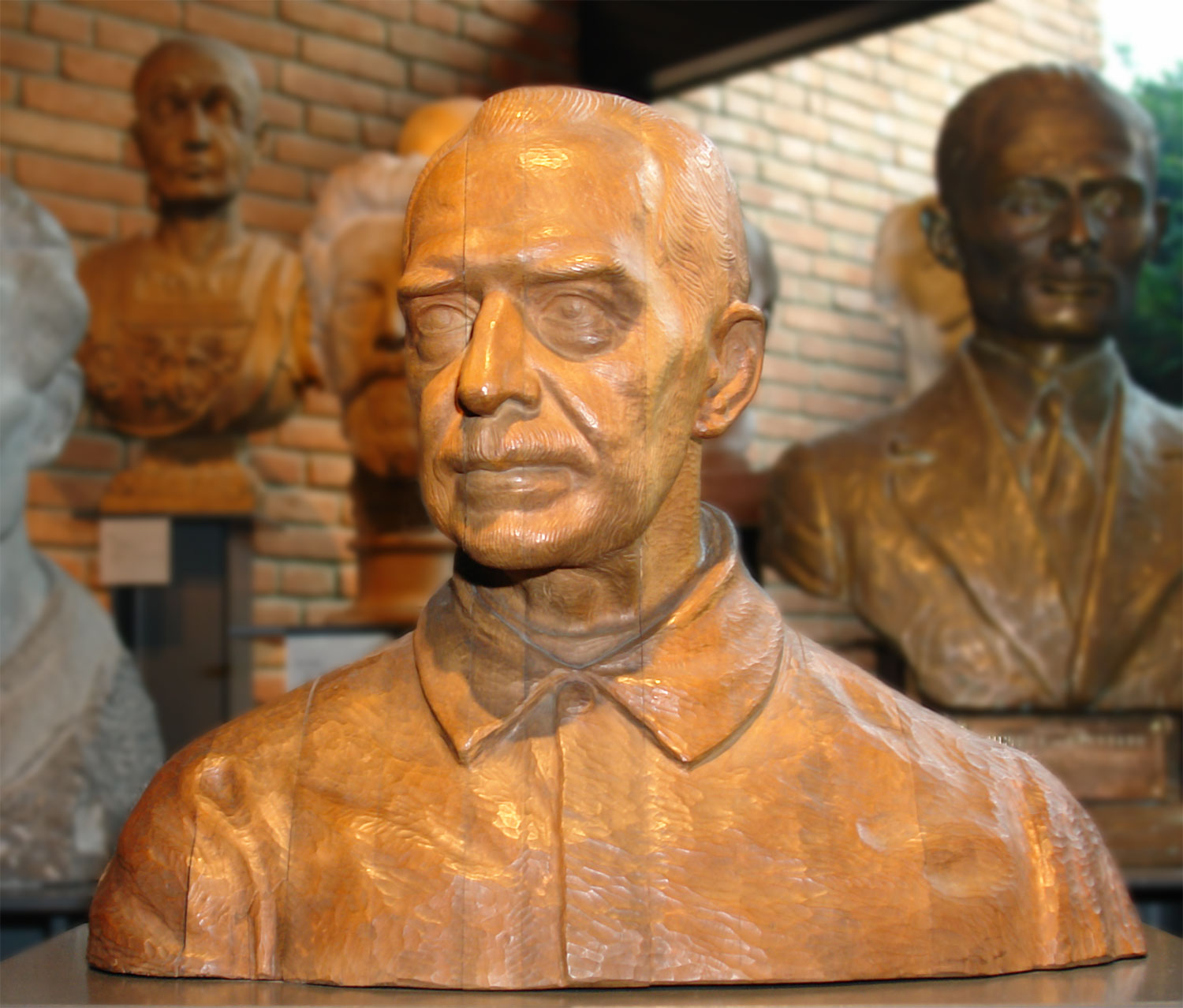
Büste von Johann Focke im Focke-Museum

- 1914: Büste seiner Mutter im 60. Lebensjahr (Wachs)[74]
- 1915: Büste Paul Deussen (Philosoph und Indologe) (Kunststein)[74] verschollen
- 1917: Büste Raymund Netzhammer[75]
- 1920: Mädchenkopf (Sandstein)
- 1920: Büste des Historikers Dietrich Schäfer, für die Berliner Universität,[76] jetzt im Focke-Museum Bremen
- 1921: Büste des Verlegers Eugen Diederichs (Bronze)[74]
- vermutlich 1921: Max Delbrück für die Berliner Universität[76]
- vermutlich 1921: Hugo Thiel für die Landwirtschaftliche Hochschule Berlin, steht in der TU Berlin Seestr. 13[77][76]
- 1923: Johann Focke Porträtbüste aus Birnenholz[74] im Focke Museum Bremen
- vermutlich 1925: Büste Herman George Scheffauer (Schriftsteller und Übersetzer)[78]
- 1928: Büste Helene Lange (Pädagogin) aus Birnenholz, Schenkung der Oldenburger Frauen um Willa Thorade an die Helene-Lange-Schule (Oldenburg),[79][74] zerstört
- 1928: Helene Lange Büste (Granit)[80][81][82]
- 1929: Kinderkopf, der 1928 geborenen Tochter Uta[76]
- vor 1933: Büste von Gertrud Bäumer (Frauenrechtlerin und Sozialpolitikerin)
- vermutlich 1935: Büste Carl Correns (Botaniker)[74]
- vermutlich 1935: Büste Georg Westermann[76]
- 1936 Büste Max Hartmann (Biologe) zum 60. Geburtstag, gebrannter Ton[74][76]
- vermutlich 1937: Büste Erwin Guido Kolbenheyer (Romanautor, Dramatiker und Lyriker), aus gebranntem Ton[74]
- 1938: Büste Arnold Duckwitz (1802–1881), aus Terrakotta[83][84]
- 1938: Carl Röver (Gauleiter und Reichsstatthalter), im Oldenburger Landtagsgebäude[85]
- 1941: Büste Hans Hartmann (Arzt – Höhenphysiologe, starb auf der Deutschen Nanga-Parbat-Expedition 1937) aus gebranntem Ton, steht bei seiner Enkelin; laut Gorsemann im Krieg zerstört[74]
- Jahr unbekannt: Büste Ernst Grohne, (Museumsdirektor) aus Terrakotta, im Focke-Museum Bremen

### Grabsteine
- Grabmal der Familie Fischer in Arolsen (erste Auftragsarbeit)
- Grabplatte für das Grab des Erzbischofs Adalbert von Bremen im Bremer Dom
- Grabplastik für Georg Droste, aus gebranntem Ton

### Medaillen, Plaketten, Münzen, Reliefe
- 1922: Gedenktafel Kriegerehrung (Mahagoniholz)[86]
- 1926:Deutsche Kampfspiel Plakette[87][74]
- 1930: Medaille Arnold von Engelbrechten (1870–1953 deutscher Oberst und erster Präsident der Deutschen Rhododendron-Gesellschaft)[88][74]
- vermutlich 1932: Plakette für Heinrich Bömers[89]
- 1936: Olympia – Medaille Entwurf[74][86]
- 1937: Senatsmedaille für Kunst und Wissenschaft Bremen[90][74]
- 1942: Auftrag vom Reichsfinanzminister Entwürfe für die neuen Fünf – und Zweimarkstücke anzufertigen, deren Prägung allerdings nicht mehr erfolgte.[91][92]
- 1950: Wiederaufbau Medaillen Bremen produziert bei Wilkens[93]
- 1956: Relief Die Auswanderer für die Zionskirche (Brooklyn) als Auftrag der Stadt Bremen.[94]
- Plakette mit dem Reliefprofil von Hermann Hildebrand

### Galerie von Werken Ernst Gorsemanns

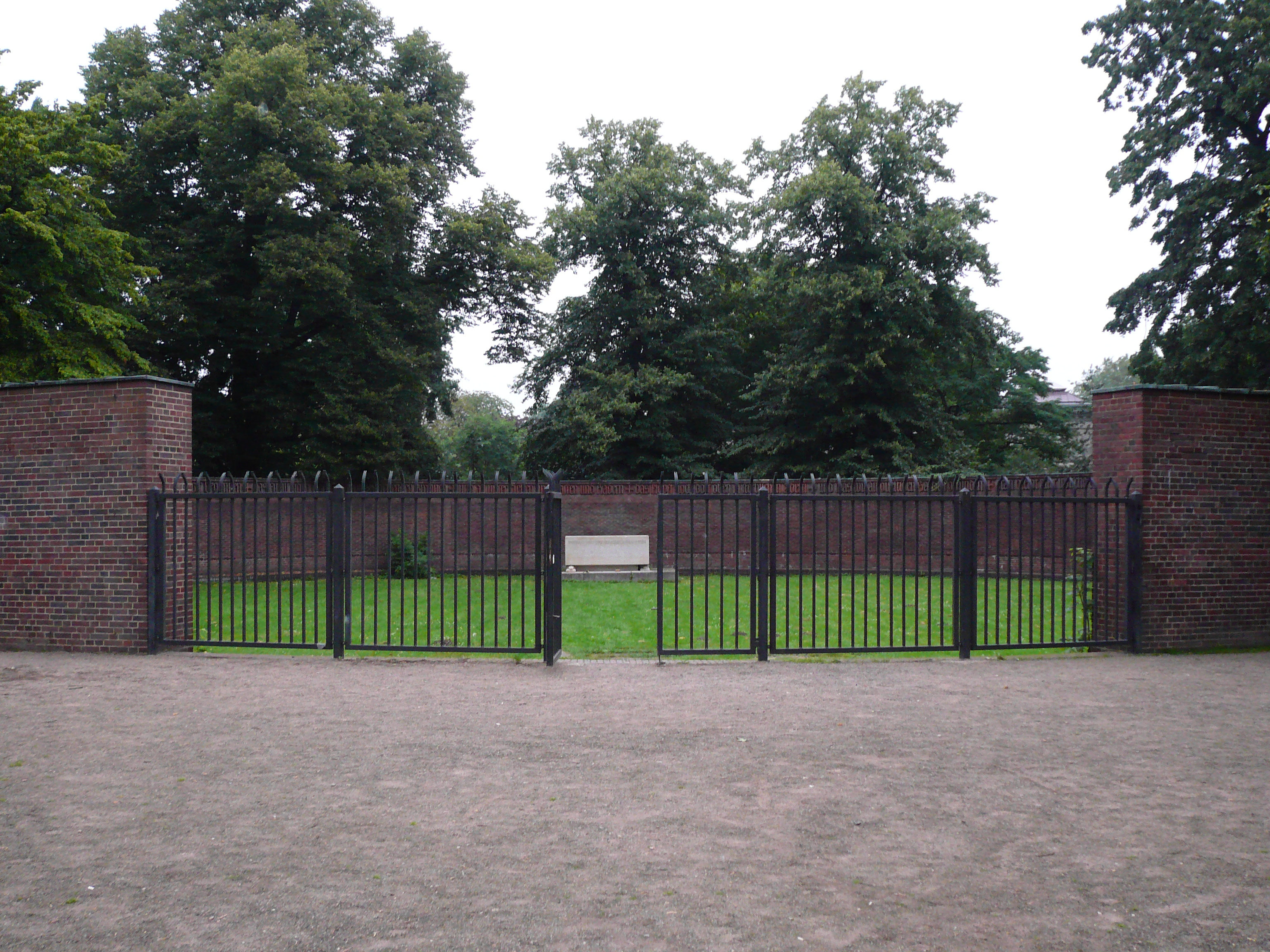
Kriegerehrenmal (1935) in den Bremer Wallanlagen
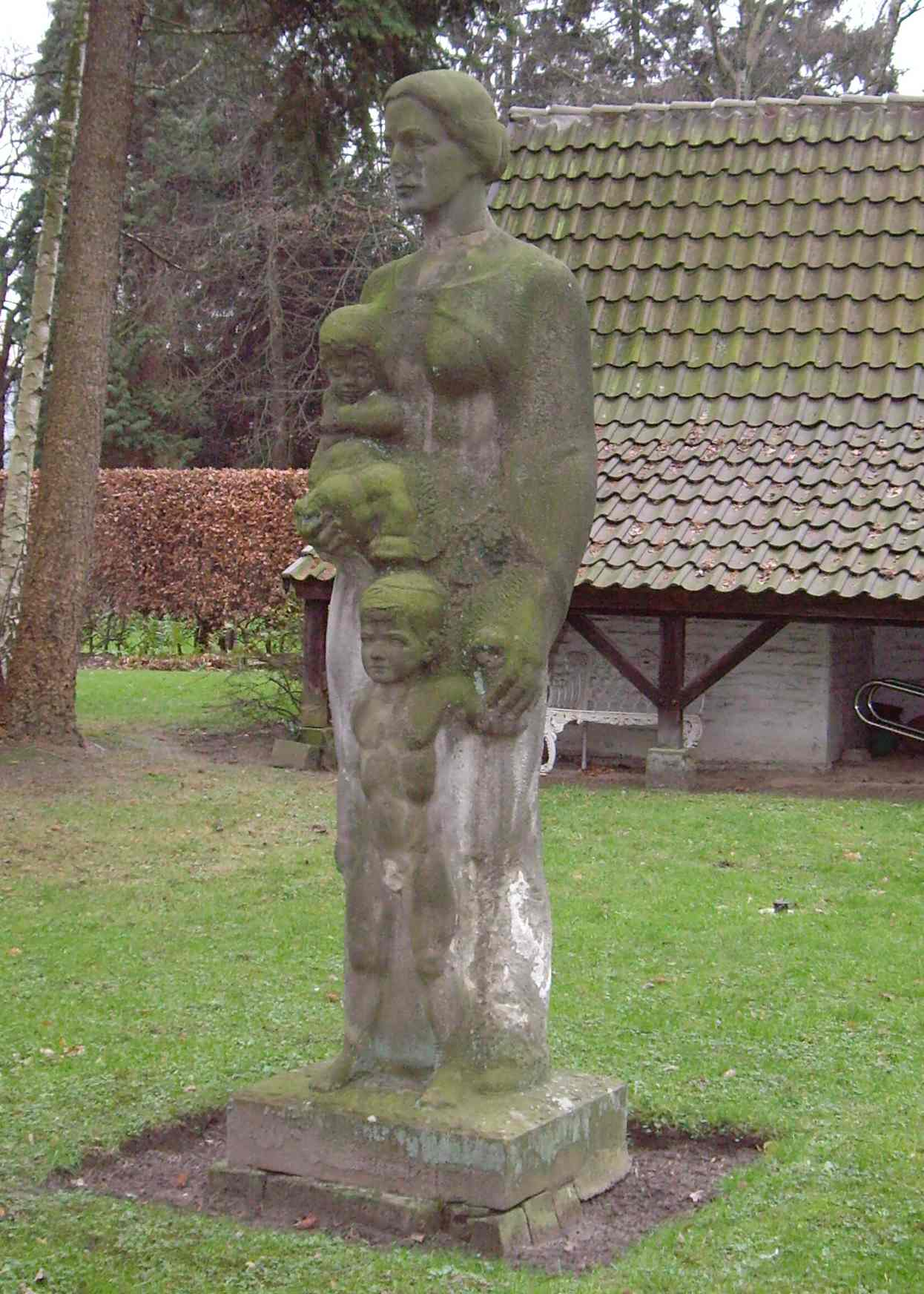
„Mutter und Kinder“ – Erste Version (1935) im Krieg beschädigt, jetzt im Garten des Künstlers
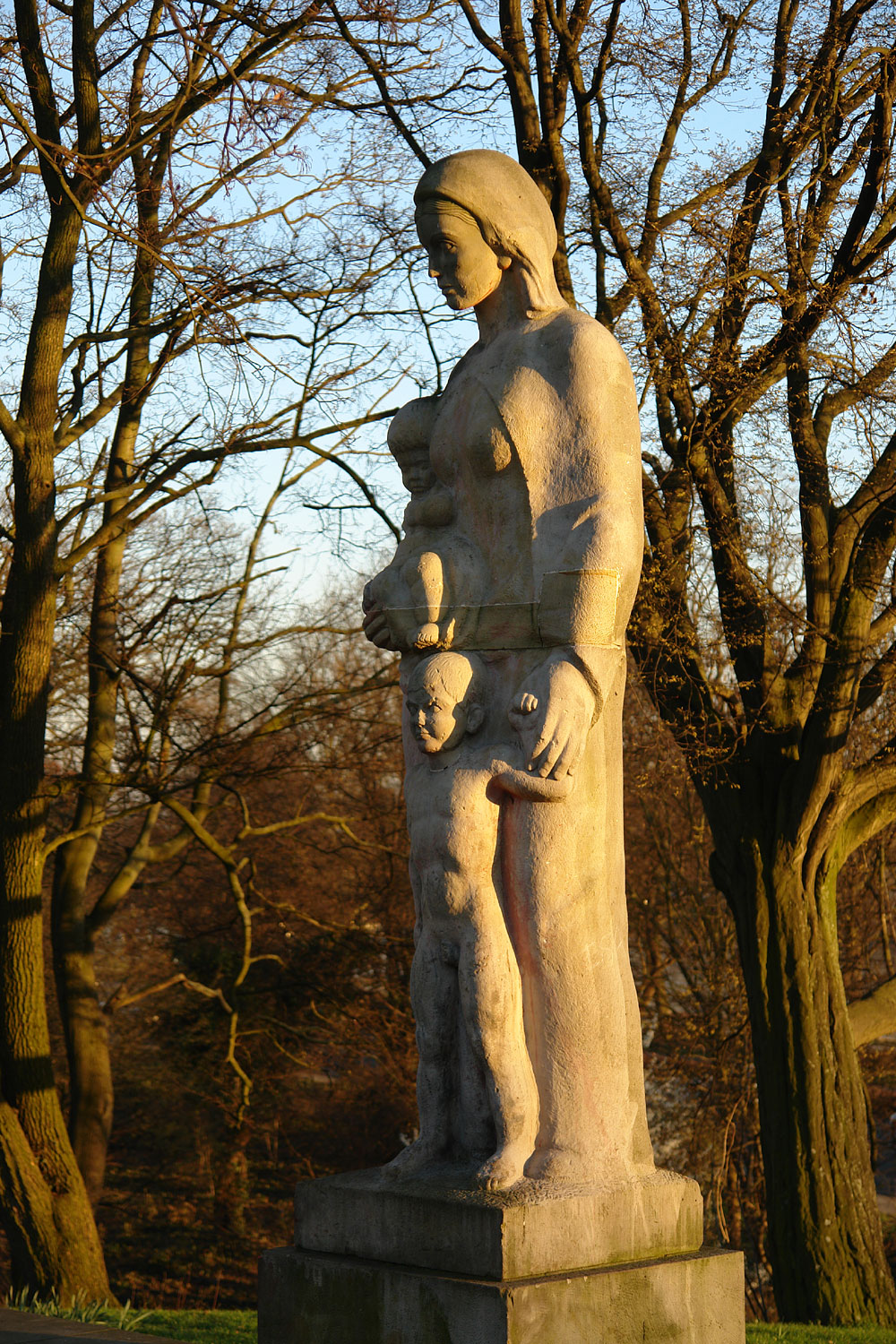
„Mutter und Kinder“ (1963) in den Bremer Wallanlagen
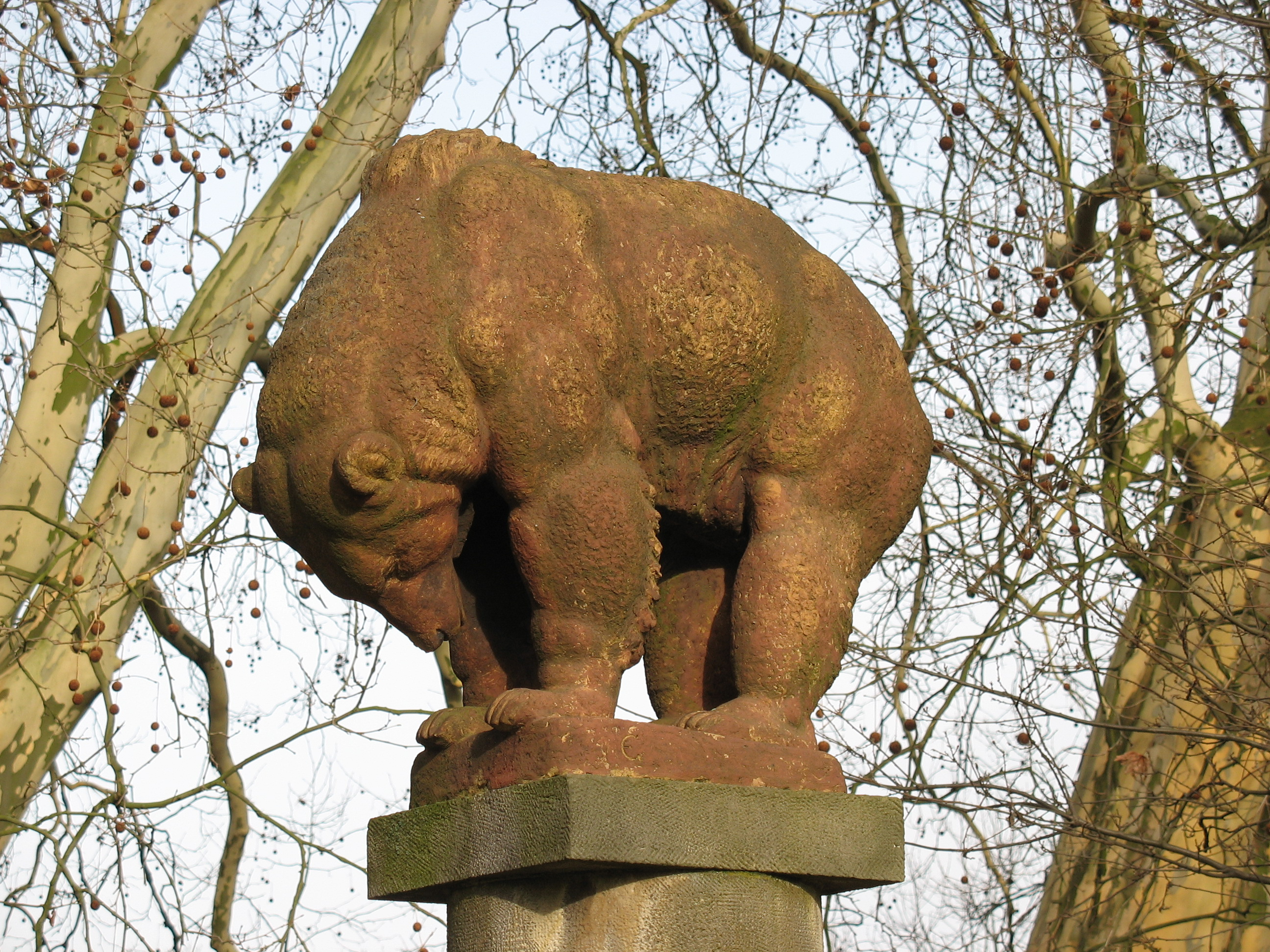
Bärenskulptur in den Bremer Wallanlagen
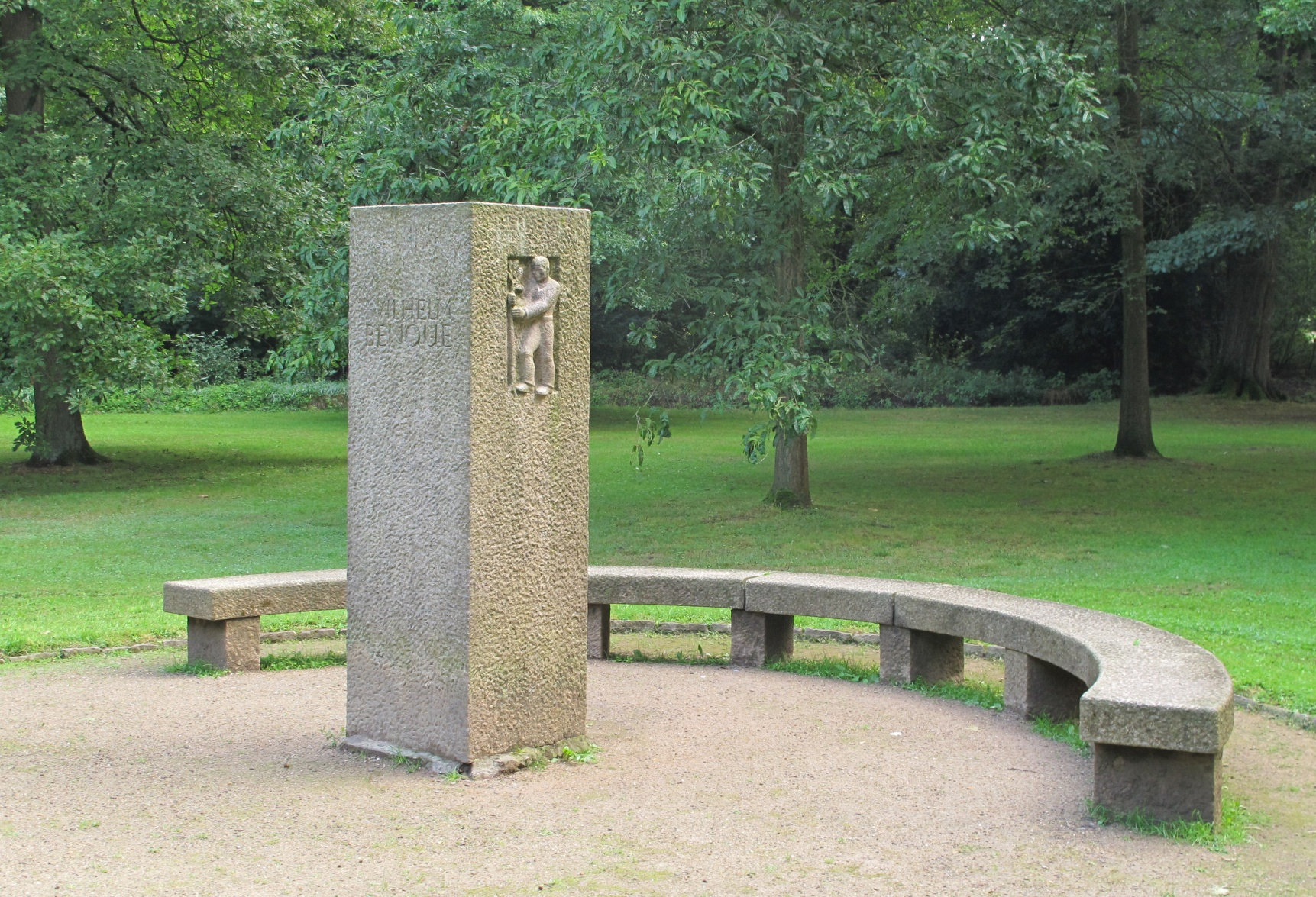
Benquestein im Bremer Bürgerpark
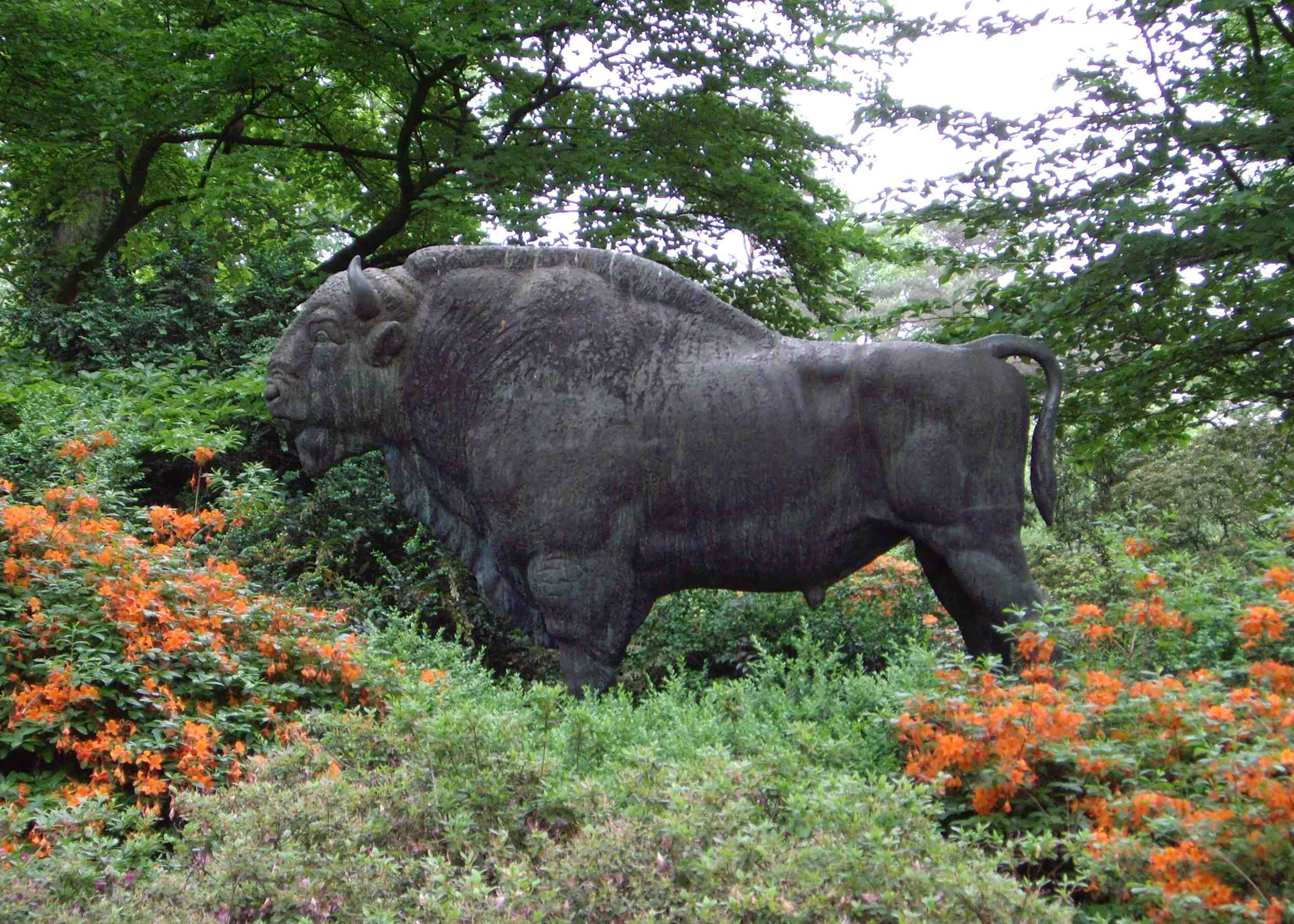
Wisent im Rhododendronpark
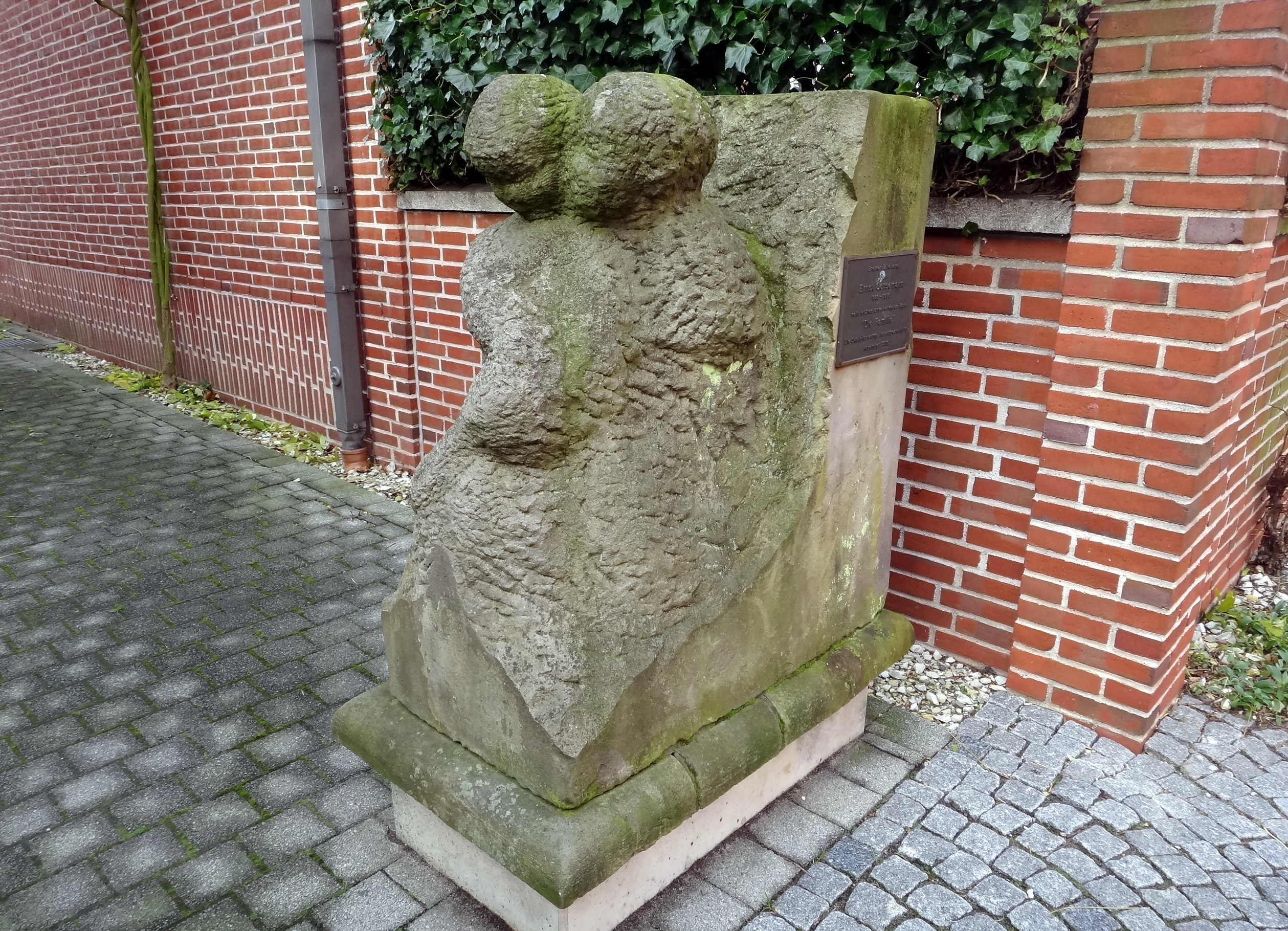
„Die Familie“ – letztes unvollendetes Werk, Teerhof
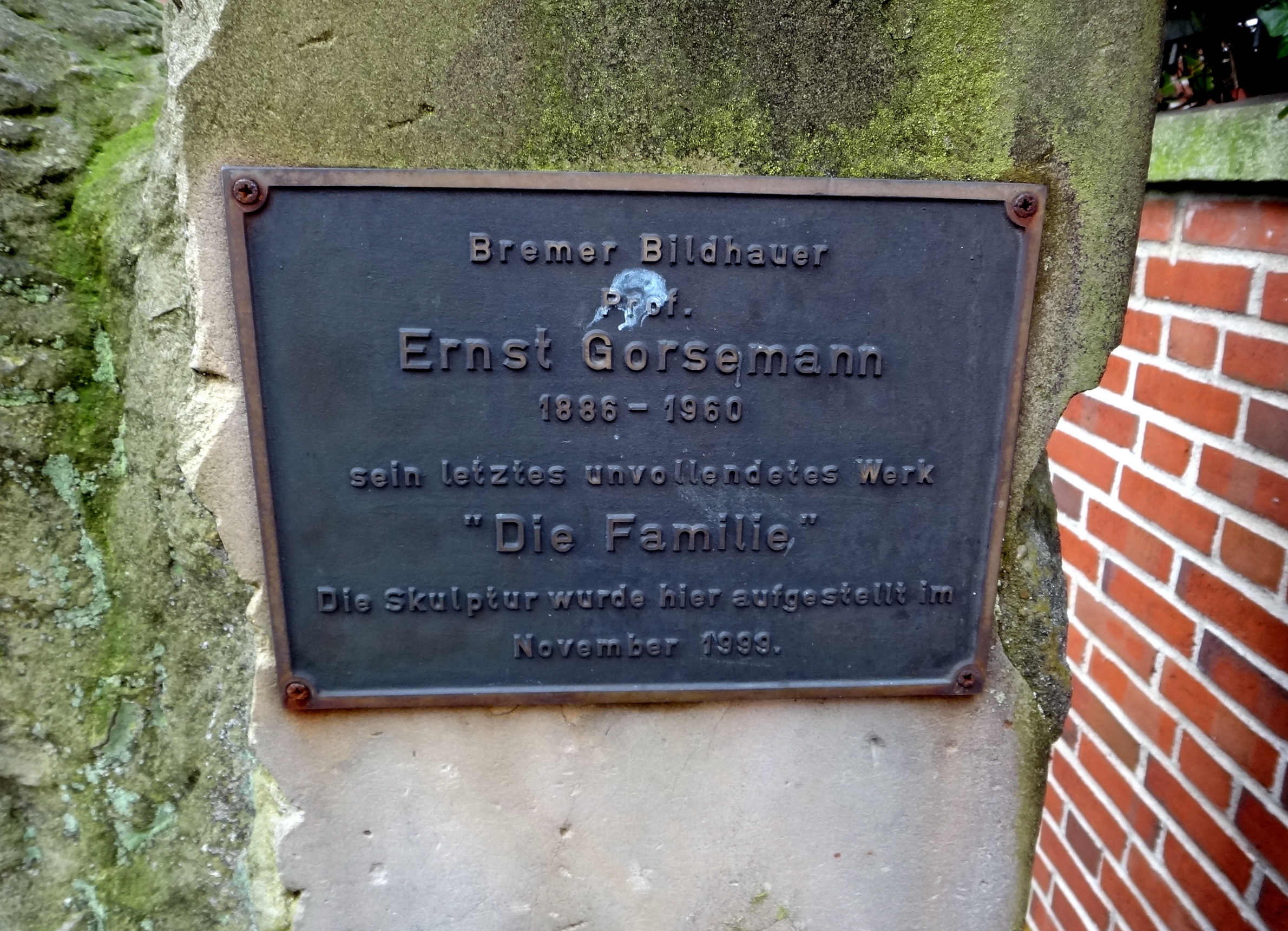
Tafel an der Skulptur „Die Familie“, Teerhof

### Schriften
- Eine suchende Seele mit Buchschmuck vom Verfasser. Jaeger’sche Verlagsbuchhandlung, Leipzig 1905

- Das Geheimnis des Glücks Aus dem Tagebuche eines Wanderers zusammengefaßt. Leipzig, Max Altmann 1909, 99 Seiten

- Ernst Gorsemann (Hrsg.): Lebenslicht – Ein Jahrbuch zur Förderung einer höheren Lebenskunst. Jaeger Verlag Leipzig / Berlin 1914 132 Seiten

- Vom Morgen bis zum Mittag. Rauschenbusch, Berlin 1949.